# Hrvaško narodno gledališče v Zagrebu
Hrvaško narodno gledališče v Zagrebu (hrvaško: Hrvatsko narodno kazalište u Zagrebu; kratica: HNK Zagreb) je osrednja hrvaška nacionalna dramska, operna in baletna hiša. Svečano je bila odprta 14. oktobra 1895.

## Vodstvo gledališča
- Ravnatelj opere: Marcello Mottadelli[1]
- Ravnatelj baleta: Leonard Jakovina[2]
- Ravnatelj drame: Ivica Buljan[3]